# Massimo Busacca
Pour les articles homonymes, voir Busacca.
Massimo Busacca est un arbitre de football suisse né le 6 février 1969 à Bellinzone, dans le canton du Tessin. Il est d'origine sicilienne, précisément de Grammichele dans la province de Catane. Il parle cinq langues : l'italien (langue maternelle), l'anglais, le français, l'espagnol et l'allemand.

## Carrière professionnelle
Son premier match international remonte au 2 juin 2001 (Irlande du Nord - Bulgarie).
Il fut le seul arbitre suisse sélectionné pour la Coupe du monde de football 2006 en Allemagne.
Il est désigné par l'UEFA pour diriger la finale de la Ligue des Champions opposant le FC Barcelone à Manchester United au Stade Olympique de Rome le 27 mai 2009.
Le 19 septembre 2009, Massimo Busacca répond aux insultes des supporters des Young Boys Berne par un doigt d'honneur dans leur direction. Le lendemain, après publication des photos par la presse suisse, il présente ses excuses par le biais d'un communiqué. Il sera suspendu trois matchs par l'Association Suisse de Football.
En septembre 2009, lors d'une rencontre dans le cadre du championnat du Qatar, il est surpris en train de se soulager sur la pelouse. Il rétorquera qu'il réajustait son maillot.
Il fut le seul arbitre suisse à officier lors de la Coupe du monde de la FIFA en Afrique du Sud, où après un seul match il fut renvoyé à la maison. Ce cas fit beaucoup discuter, étant donné qu'il était le numéro un mondial. M. Blatter ne donna jamais de justification.

## Matchs arbitrés dans les grandes compétitions
| Date | Compétition                   | Tour               | Match                                  | Score              |
| 2006 | Coupe du monde 2006           | 1er tour           | Suède - Angleterre                     | 2 - 2              |
| 2006 | Coupe du monde 2006           | 1er tour           | Espagne - Ukraine                      | 4 - 0              |
| 2006 | Coupe du monde 2006           | Huitième-de-finale | Argentine - Mexique                    | 2 - 1              |
| 2007 | Coupe UEFA 2007               | Finale             | FC Séville - Espanyol Barcelone        | 2 - 2 (t.a.b. 3-1) |
| 2008 | Euro 2008                     | 1er tour           | Pays-Bas - Roumanie                    | 2 - 0              |
| 2008 | Euro 2008                     | 1er tour           | Suède - Grèce                          | 2 - 0              |
| 2008 | Euro 2008                     | Demi-finale        | Allemagne - Turquie                    | 3 - 2              |
| 2009 | Ligue des champions 2009      | Finale             | Manchester United - FC Barcelone       | 0 - 2              |
| 2009 | Coupe des confédérations 2009 | 1er tour           | États-Unis - Brésil                    | 0 - 3              |
| 2010 | Ligue des champions 2010      | Demi-finale        | Olympique lyonnais - FC Bayern München | 0 - 3              |
| 2010 | Coupe du monde 2010           | 1er tour           | Afrique du Sud - Uruguay               | 0 - 3              |